# Lalola (série télévisée, 2007)
Pour la série télévisée philippine, voir LaLola (série télévisée, 2008).
Lalola est une série télévisée argentine en 150 épisodes de 45 minutes créée par Sebastián Ortega et diffusée entre le 28 août 2007 et le 29 avril 2008 sur América TV.
Ce spectacle a remporté neuf Prix Martín Fierro pour 2007, ainsi que le prix d'or.
Un projet pilote pour une version américaine, intitulée "Eva Adams", a été filmé pour le réseau Fox avec James Van Der Beek. Il avait, en effet, été envisagé de le diffuser en Amérique du Nord, comme cela avait été fait par exemple pour Yo soy Betty, la fea adapté sous le titre Ugly Betty. Mais aucun épisode de "Eva Adams" n'a jamais été diffusé.

## Synopsis
Ramiro "Lalo" Padilla (joué par Juan Gil Navarro) est le directeur de l'entreprise "High Five", rédacteur en chef du célèbre magazine Don, et a beaucoup de femmes autour de lui. Romina (jouée par Marcela Kloosterboer), qui est amoureuse de Lalo, décide de le punir pour son manque d'engagement envers elle. Elle engage une sorcière pour lui jeter un sort, ce qui le transforme en une très belle femme, puisque Romina voulait qu'il sache ce que c'est que pour une femme que d'être victime de harcèlement.
Lalo (maintenant joué par Carla Peterson) se réveille en tant que femme, dans un état de confusion totale. Cependant, Graciela ("Grace") Neira (jouée par Muriel Santa Ana), une amie de Lalo, croit à son histoire et l'aide à faire face à la situation. Grace lui dit de ne pas abandonner ses vêtements et en obtient des féminins, qu'elle refuse dans un premier temps de porter. Elle arrivera cependant à ses fins.
Personne ne croira que Ramiro a été transformé par magie, donc Ramiro adopte une nouvelle identité : Dolores "Lola" Padilla, cousine de Lalo, avec comme prétexte que "Lalo a dû faire un voyage urgent en Allemagne car son père est tombé malade et a nommé Lola pour prendre sa place".
Comme le temps passe, des situations très drôles arrivent. Lola réalise que Grace est sa meilleure amie, et qu'elle connaît toutes les choses qui rendent les femmes différentes des hommes : talons hauts, soutien-gorge, jupe et tongs, les règles, ...Sans s'en rendre compte, elle commence à se rapprocher de l'un de ses collègues, Facundo (Luciano Castro), et en tombe amoureuse.
Dans l'épisode du 28 septembre 2007, Reina Reech rejoint la série dans le rôle de Carola Aguirre, épouse de M. Aguirre, PDG de High Five. Carola est en fait le propriétaire de l'entreprise.

## Distribution
| Acteurs                 | Personnage                              | Année     |
| ----------------------- | --------------------------------------- | --------- |
| Carla Peterson          | Dolores "Lola" Padilla / Daniela Calori | 2007-2008 |
| Luciano Castro (es)     | Facundo Canavaro                        | 2007-2008 |
| Muriel Santa Ana        | Graciela "Grace" Neira                  | 2007-2008 |
| Rafael Ferro (es)       | Gastón Zacks                            | 2007-2008 |
| Luis Ziembrowski (es)   | Donato Aguirre                          | 2007-2008 |
| Sandra Ballesteros (es) | Vicky                                   | 2007      |
| Violeta Urtizberea      | Julia                                   | 2007-2008 |
| Lola Berthet (es)       | Soledad                                 | 2007-2008 |
| Agustina Lecouna (es)   | Natalia Aguirre                         | 2007-2008 |
| Víctor Malagrino        | Patricio Miguel                         | 2007-2008 |

| Acteur              | Personnage     | Année     |
| ------------------- | -------------- | --------- |
| Diana Lamas         | Griselda       | 2007-2008 |
| Tomas de las Heras  | Nicolás        | 2007-2008 |
| Nahuel Mutti        | Boogie         | 2007-2008 |
| Matías Desiderio    | Martín         | 2007-2008 |
| Chela Cardalda (es) | Iris           | 2007-2008 |
| Bruna Castro        | Melisa         | 2007-2008 |
| Reina Reech (es)    | Carola Aguirre | 2007-2008 |
| Pablo Cedrón (es)   | Teo            | 2007      |

### Participations spéciales
| Interprète           | Caractère             | Année       | Description |
| -------------------- | --------------------- | ----------- | --- |
| Juan Gil Navarro     | Ramiro "Lalo" Padilla | 2007 y 2008 | L'acteur est apparu dans le premier épisode incarnant le play-boy' qui devient une femme. Puis, dans le dernier épisode de la série, Gil Navarro Daniela réapparu jouer Calori enfermée dans le corps de Lalo. |
| Marcela Kloosterboer | Romina                | 2007 y 2008 | Elle a joué la fille qui Lalo abandonnée après une seule nuit de l'intimité. Romina a décidé d'envoûter son amant perfide en punition. Par la suite, Marcela Kloosterboer repris son rôle, ce qui a fait la paix avec Lalo / Lola. |
| Rita Cortese         | Bruja                 | 2007        | Il a joué dans le rôle de la sorcière qui se transforma en femme Lalo. Il est apparu dans le premier chapitre et le quatrième de la série, dans lequel mourut en face de la Lola et Grace. |
| Mónica Villa         | Adivina               | 2007        | Il a donné vie à une partie contractée à deviner les éditeurs High Five. Elle a découvert que Lola était le produit d'une puissante sorcière sort effectué par Romina embauché. |
| Tina Serrano         | Madre de Lalo         | 2007        | L'actrice a joué la mère de Lalo venue de l'Uruguay et une crise du mariage temporaire. |
| Santiago del Moro    | Matías                | 2007-2008   | Pour plusieurs chapitres joué un copain Natalia Aguirre avec qui elle voulait lui faire Facundo jaloux. |
| Gabriel Goity        | Pérez Pardo           | 2007        | L'un des bailleurs de fonds du Don magazine. |
| Selva Alemán         | Gina Calori           | 2008        | Gina apparu dans la série en 2008 en tant que femme à la recherche de sa fille disparue (Daniela) après un combat que celui-ci avait eu avec son petit ami. Enfin, il est devenu convaincu que ce n'était pas sa fille Lola. |
| Esteban Pérez        | Sergio                | 2008        | Son rôle était celui de l'homme qui parvint à Daniela Calori petit ami réel. Sergio a essayé de réparer sa relation avec Daniela / Lola après qu'elle a été trouvée sur le bord de l'eau. L'émergence de Sergio Lola lui a donné l'occasion d'en apprendre plus sur le passé de son nouveau corps, donc assumé l'identité de Daniela de faire des enquêtes. |
| Bárbara Lombardo     | Sabrina               | 2008        | L'actrice a donné naissance à la mère de Melissa qui a abandonné sa fille et Facundo pour des problèmes psychiatriques. Sabrina fait échappé à la clinique pour rétablir leur lien de parenté, mais cette Lola est devenu une nuisance, j'ai décidé de mettre Facundo contre la manipulation des faits.                                                     |
| Segio Surraco        | Pablo                 | 2008        | L'ex-petit ami de Daniela Calori vous lancez un sort avec la même sorcière Romina Lalo, ce qui provoque le changement de corps. |
| Laura Azcurra        | Bruja 2               | 2008        | La seconde sorcière qui est apparu dans la série. Azcurra apparu dans les derniers chapitres de Lola annoncer le sort pourrait être maintenu ou rompu avec la prochaine éclipse. |
| Ezequiel Campa       | Billy                 | 2008        | Lola lui Facundo jalouse et presque disparu avec lui. |

## Autres versions
- LaLola (GMA Network, 2008-2009)